# Sven Axtelius
Sven Axtelius, född 4 december 1714, död 31 juli 1784 i Virserums församling, var en svensk orgelbyggare och snickarmästare. Han var elev till orgelbyggaren Jonas Wistenius, Linköping. Disposition och fasadutformningen verkar vara påverkad av orgelbyggarna Jonas Grens och Petter Stråhles stil. Axtelius var verksam i Småland och Växjö stift.

## Biografi
Sven Axtelius var son till gästgivaren Nils Larsson Runberg (1663–1737) och Greta Axtelia (1667–1741).
Axtelius var även snickargesäll i Karlskrona. Axtelius var från 1739 till 1743 gesäll hos orgelbyggaren Jonas Wistenius i Linköping. Axtelius var 1748 snickare hos kapten Otto Fredrik Stålhammar på Salshults säteri i Stenberga socken.
Axtelius gifte sig 24 februari 1749 med Catharina Håkansdotter Dalman (född 1712) på Höghults mellangård i Näshults socken. Hon hade tidigare varit gift med korpralen Håkan Larsson Öfverström. Axtelius och Dalman fick tillsammans barnen Nicolaus (född 1749), Gustav Friedrich (född 1752), och en dotter (1756–1756). Familjen bodde från 1749 på Höghults mellangård i Näshults socken. De flyttade 1765 till Ekeflo i Virserums socken. Axtelius avled av vattusot den 31 juli 1784 i Ekeflo och begravdes den 8 augusti samma år.

## Gesäller
- 1758–1759 - Christopher Dulis (Dollis, född 1731). Han var snickargesäll hos Axtelius.[22]

## Orglar
| År   | Ursprunglig kyrka | Stift      | Manualer | Pedal | Stämmor | Bevarad orgel/fasad | Övrigt |
| ---- | ----------------- | ---------- | -------- | ----- | ------- | ------------------- | --- |
| 1748 | Bergs kyrka       | Växjö      |          |       |         |                     | Byggdes tillsammans med Lars Solberg. |
| 1753 | Alseda kyrka      | Växjö      |          |       |         | Nej/?               | En ny orgel byggdes 1788 av Lars Strömblad, Ödeshög.                                                                                         |
| 1753 | Åseda kyrka       | Växjö      | 1        |       | 10      | Nej/Ja              | En ny orgel byggdes 1855 av Johannes Magnusson, Lemnhult med 15 stämmor.                                                                     |
| 1753 | Kristdala kyrka   | Linköpings |          |       |         | Nej/Ja              | Orgeln byggdes 1739 av Jonas Wistenius, Linköping och hade 8 stämmor. Axtelius byggde om orgeln 1753. Orgeln flyttades 1811 till Böda kyrka. |
| 1754 | Tutaryds kyrka    | Växjö      |          |       | 9       | Nej/Nej             | En ny orgel byggdes 1862 av Johan Magnus Blomqvist med 9 stämmor.                                                                            |
| 1759 | Söraby kyrka      | Växjö      |          |       |         | Nej/Nej             | En ny orgel byggdes 1785 av Pehr Schiörlin, Linköping och hade 10 stämmor.                                                                   |
| 1759 | Furuby kyrka      | Växjö      | 1        |       | 8       |                     | Orgeln skänktes av häradshövdingen Per Unge. Lagar orgelbälgarna den 30 juni 1762.                                                           |
|      | Tolgs kyrka       | Växjö      |          |       |         |                     | Har eventuellt byggt denna orgel. |